# Colli di Scandiano e di Canossa
Colli di Scandiano e di Canossa (deutsch Hügel von Scandiano und Canossa) ist ein italienisches Weinbaugebiet in der Provinz Reggio Emilia, Region Emilia-Romagna, das seit 1976 eine „kontrollierte Herkunftsbezeichnung“ (Denominazione di origine controllata DOC) besitzt, die zuletzt am 7. März 2014 aktualisiert wurde.

## Anbau
Der Anbau und die Vinifikation sind gestattet in den Gemeinden Albinea, Quattro Castella, Bibbiano, Montecchio, San Polo d’Enza, Canossa, Vezzano sul Crostolo, Viano, Scandiano, Castellarano und Casalgrande sowie in Teilen der Gemeinden von Reggio Emilia, Casina, Sant’Ilario d’Enza und Cavriago – alle in der Provinz Reggio Emilia.
Im Jahr 2017 wurden 24.101 hl DOC-Wein produziert.

## Erzeugung
Unter dieser Bezeichnung werden folgende Weine erzeugt:
Verschnittweine
- Colli di Scandiano e di Canossa Rosso: (auch als Novello und Frizzante) muss zu mindestens 50 % aus der Rebsorte Marzemino sowie zu höchstens 35 % Cabernet Sauvignon und/oder Malbo Gentile bestehen. Höchstens 15 % andere analoge Rebsorten, die für den Anbau in der Region Emilia-Romagna zugelassen sind, dürfen zugesetzt werden.
- Colli di Scandiano e di Canossa Bianco (auch als Frizzante und Spumante): muss aus mindestens 85 % Vernaccia di Oristano (lokal auch Spergola genannt) hergestellt sein. Höchstens 15 % Malvasia di Candia, Trebbiano Romagnolo, Pinot bianco und/oder Pinot Grigio, dürfen zugesetzt werden. Die Malvasia di Candia darf jedoch zu höchstens 5 % in der Mischung enthalten sein.
- Colli di Scandiano e di Canossa Pinot: (auch als Frizzante und Spumante): muss zu 100 % aus Pinot bianco und/oder Pinot nero und/oder Pinot Grigio bestehen.
- Colli di Scandiano e di Canossa Lambrusco: (auch als Frizzante) muss zu mindestens 85 % aus Lambrusco Maestri und/oder Lambrusco Marani und/oder Lambrusco salamino und/oder Lambrusco Barghi bestehen. Höchstens 15 % Malbo gentile, Marzemino, Croatina, Sgavetta, Termarina und/oder Perla dei Vivi dürfen, einzeln oder gemeinsam, zugesetzt werden.

Fast sortenreine Weine (die genannte Rebsorte muss zu mindestens 85 % enthalten sein)
- Colli di Scandiano e di Canossa Sauvignon Blanc: (auch als Frizzante, Passito und „Riserva“) Höchstens 15 % Malvasia di Candia, Pinot bianco, Pinot Grigio, Trebbiano Romagnolo und/oder Chardonnay dürfen, einzeln oder gemeinsam, zugesetzt werden.
- Colli di Scandiano e di Canossa Malvasia: Höchstens 15 % Malvasia di Candia, Pinot bianco, Pinot Grigio, Trebbiano Romagnolo und/oder Chardonnay dürfen, einzeln oder gemeinsam, zugesetzt werden.
- Colli di Scandiano e di Canossa Chardonnay: Höchstens 15 % Pinot bianco und/oder Pinot nero und/oder Pinot Grigio dürfen, einzeln oder gemeinsam, zugesetzt werden.
- Colli di Scandiano e di Canossa Lambrusco Grasparossa (auch als Frizzante): Höchstens 15 % Lambrusco Marani, Lambrusco Montericco, Ancellotta, Malbo Gentile und/oder Croatina dürfen, einzeln oder gemeinsam, zugesetzt werden.
- Colli di Scandiano e di Canossa Lambrusco Montericco (auch als Frizzante): Höchstens 15 % Lambrusco Marani, Lambrusco grasparossa, Lambrusco salamino, Malbo gentile, Ancellotta und/oder Croatina dürfen, einzeln oder gemeinsam, zugesetzt werden.
- Colli di Scandiano e di Canossa Cabernet Sauvignon: (auch als Novello, Passito und Frizzante) Höchstens 15 % Sangiovese, Merlot und/oder Ancellotta dürfen, einzeln oder gemeinsam, zugesetzt werden.

Sortenreine Weine
- Colli di Scandiano e di Canossa Spergola: (auch als Frizzante, Passito und Spumante)